# 林崑海
林崑海（1954年2月10日—2022年2月14日），生於台灣高雄市，節目製作人與企業家，為三立電視共同創辦人，曾任董事長，人稱海董。
為無黨籍人士，曾以政治捐獻等方式支持民進黨候選人，派系湧言會以他為領導人。

## 生平
林崑海在高雄出生，在高雄市長大。擔任計程車司機的他，與妻弟張榮華合資頂下一間錄影帶出租店。1983年，妻子張秀及小舅子張榮華三人合資成立三立影視，購買機器，複製錄影帶，再提供錄影帶出租店出租。公司取名「三立」影視，取「三足鼎立」之意。1983年成立海華影視，經營出租錄影帶。
1993年9月進軍有線電視市場，推出三立頻道，1998年更名為「三立電視台」。2010年，在個人事業上重用黃正吉為左右手。
2017年三立董事長「海董」林崑海日前被週刊爆料，開賓士載女議員顏曉菁上摩鐵，2人在台南展開極樂之旅，還大吃牛肉湯、冰淇淋。
林崑海是民視電視台原始股東，與練台生是好友，練台生旗下的年代新聞台、壹電視為其同盟。曾投資三地建設，與三地建設董事長鍾嘉村，練台生三人共同投資三禾資產管理公司，進行土地開發。
林崑海罹患頭頸癌多年，於2022年2月14日22時28分在高雄榮民總醫院因鼻咽癌逝世，享壽68歲。

## 政治活動
林崑海並未加入政黨，其政治活動主要以政治獻金為主。曾經支持過謝長廷與其派系的成員。
在2016年後，謝系因謝長廷外派日本而式微。林崑海之後自行支持民進黨候選人，參與黨務與各級選舉，媒體將這些成員稱為海派。2020年捐獻成立湧言文化基金會，以支持年輕世代民進黨員參與政治為目標。

## 家庭
林崑海在家極具威嚴、性格樸實，但林非常寵愛女兒，對孫子也疼愛有加，平常會陪孫子在家中踢足球，另外林崑海妻子是張秀，兩人並未登記結婚，但林每年都會準備驚喜為其慶生，張秀為三立電視總經理張榮華的胞姊。
林崑海前妻買秀鳳在林崑海屢進醫院治療之際，突然提告與林的3名子女討扶養費，要求3兄妹每月須各給付她5240元，直到她過世為止。但買秀鳳在與林離婚後僅探望子女2次，便再無與孩子連絡，最後法院裁定林家子女免付扶養生母的義務，湊巧的是，判決結果出爐當天正是林崑海過世訊息公開當日。